# Víctor Esteban y Lozano
Víctor Esteban y Lozano (Madrid, d. 1855-1881) va ser un pintor espanyol.
Natural de Madrid, es desconeixen les dates de naixement i mort. Germà de l'escultor José Esteban. Va estudiar a l'Acadèmia de Belles Arts de Sant Ferran de Madrid, essent deixeble d'Eusebio Zarza, on des de 1858 va impartir classes. Els gèneres que més va treballar van ser la pintura d'història i religiosa, tot i que també va conrear el retrat i la pintura decorativa. Va concórrer de manera assídua a l'Exposició Nacional de Belles Arts entre 1856 i 1866. Al llarg dels anys va presentar les següents obres Trobada de Jacob i Raquel, que actualment és propietat del Museu del Prado i es troba dipositat al Museu de l'Empordà, La paràbola del Samarità, el Martiri de Sant Esteve, la Magdalena als peus de Jesucrist, la Mort de Sant Francesc d'Assís, El Crist de Rivas, Sant Ramon rep del rei Sanç III les claus de Calatrava. Va ser reconegut amb una menció honorífica el 1856, i una menció honorífica de tercera classe el 1860 i 1867. A l'Exposició Nacional de 1881 va tornar-se a presentar amb Retrat del músic Victoriano Daroca, Una orquestra a la parròquia de Sant Just i Adéu al món. A més, en pintà d'altres, destacant retrats per a diverses personalitats de València, a més d'encarregar-se del monument de Setmana Santa de l'església de religioses de Santa Caterina de Madrid.